# 플라비아 지 올리베이라
플라비아 지 올리베이라(Flávia de Oliveira, 1983년 7월 17일 ~ )는 브라질의 모델이다.